# Reihenkrater Mosenberg und Horngraben

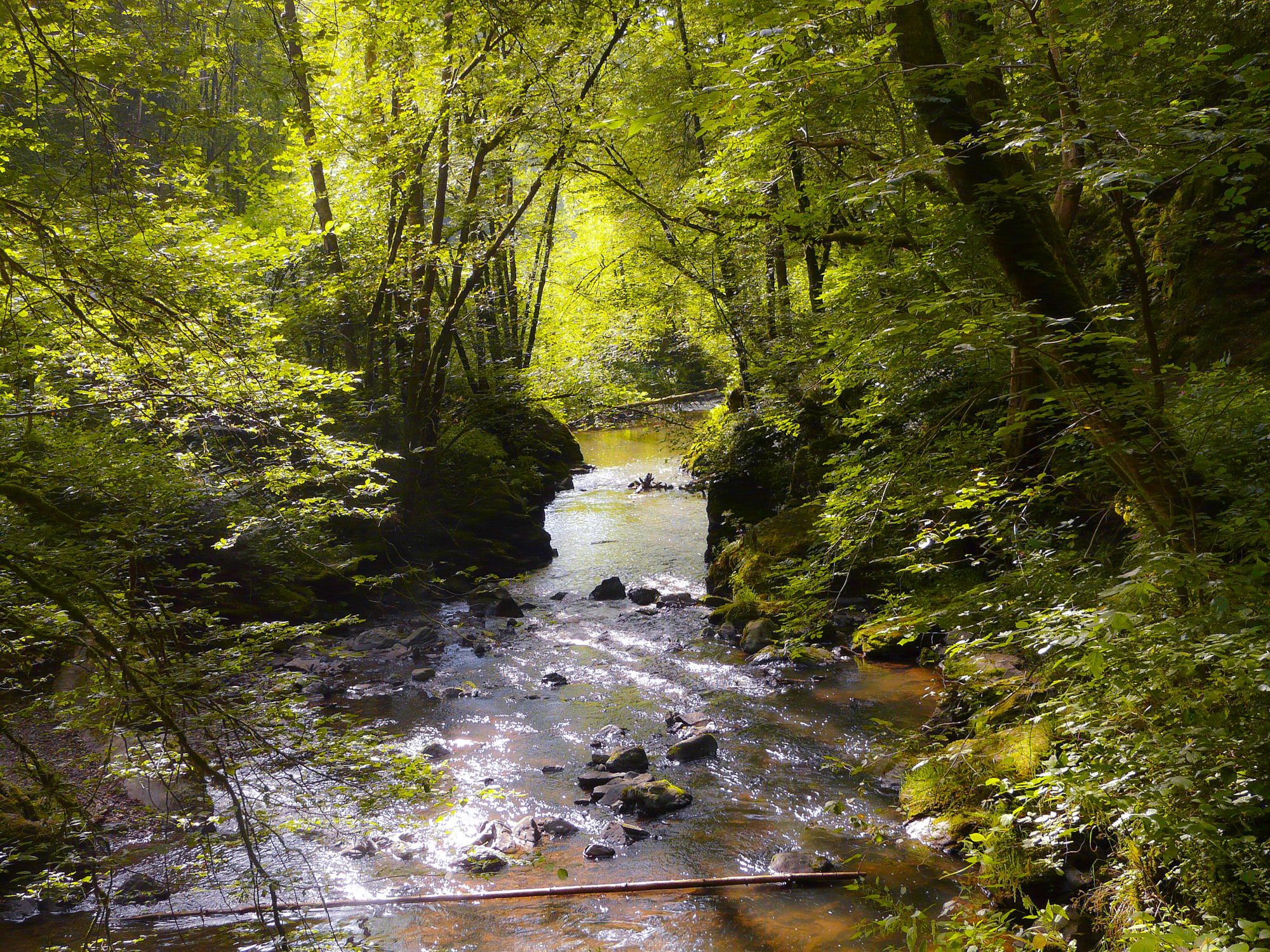
Schlucht der Kleinen Kyll im Naturschutzgebiet Reihenkrater Mosenberg und Horngraben (August 2012)

Das Naturschutzgebiet Reihenkrater Mosenberg und Horngraben liegt im Landkreis Bernkastel-Wittlich in Rheinland-Pfalz. Das aus zwei Teilflächen bestehende 138,27 ha große Gebiet, das im Jahr 2016 unter Naturschutz gestellt wurde, erstreckt sich östlich der Ortsgemeinde Bettenfeld. Unweit nördlich verläuft die Landesstraße L 16 und östlich L 62. Im westlichen Teilgebiet erhebt sich der 517 Meter hohe Mosenberg. Am östlichen Rand des östlichen Teilgebietes fließt die Kleine Kyll.